# El jorobado de Notre Dame 2
El jorobado de Notre Dame 2 (en inglés, The Hunchback of Notre Dame II; también referida como El jorobado de Notre Dame 2: El secreto de la campana) es una película estadounidense de animación perteneciente al género de comedia dramática y musical, del año 2002, secuela directa de la película de Disney de 1996, El jorobado de Notre Dame. Fue producida por Walt Disney Animation Japan y Walt Disney Television Animation.

## Argumento
La película está ambientada algunos años después de los acontecimientos de la primera película. El Capitán Febo se desempeña como Capitán de la Guardia de París bajo el nuevo Ministro de Justicia. Febo y Esmeralda se han casado y se han convertido en padres de un hijo de seis años llamado Zephyr. Quasimodo es ahora una parte aceptada de la sociedad parisina; aunque todavía vive en Notre Dame de París con sus amigos gárgolas Victor, Hugo y Laverne como campañero de la catedral.
Una compañía de circo dirigida por Sarousch ingresa a la ciudad como parte de "Le Jour d'Amour", un día dedicado a la celebración del amor fuerte y el amor romántico puro (de manera similar al Día de San Valentín). Sarousch es en secreto un maestro criminal que planea robar la campana más querida de Notre Dame, La Fidèle ("la fiel"; una versión de la campana más grande de la vida real de Notre Dame, el Emmanuel), cuyo interior está decorado con beige. Oro y enormes joyas. Envía a Madellaine, su aspirante a asistente, a descubrir el paradero de La Fidèle.
Madellaine se encuentra con Quasimodo sin ver su cara, y las dos se llevan bastante bien al principio. Una vez que Madellaine realmente ve su rostro, se sorprende de su apariencia deformada y huye de él. Las gárgolas convencen a Quasimodo para que vaya al circo a verla de nuevo. En el circo, Sarousch capta la atención de la audiencia haciendo desaparecer a un elefante, mientras que sus asociados roban a la audiencia. Presiona a Madellaine para que siga a Quasimodo y obtenga la información que necesita para sus planes. Cuando Madellaine no está de acuerdo con esta misión, Sarousch le recuerda su pasado y la lealtad que le debe: cuando tenía seis años, Madellaine era una ladrona que había sido sorprendida robándole a Sarousch, él podría haberla entregado a Frollo, pero en lugar de eso la adoptó para el circo.
Madellaine toma la misión a regañadientes para ganarse la confianza de Quasimodo. Después de observar a Quasimodo jugando cariñosamente con Zephyr y dejar que el niño duerma en sus brazos, Madellaine se da cuenta de la verdadera naturaleza del jorobado y deja de asustarse por su apariencia. Quasimodo la lleva de excursión por París. Una lluvia los obliga a terminar la cita y regresar a Notre Dame. Quasimodo aprovecha la oportunidad para ofrecerle a Madellaine un regalo, una estatuilla en su propia imagen que él mismo creó. Madellaine, sinceramente tocada, lo besa en la frente y se va. Quasimodo pronto se da cuenta de que está enamorado de ella.
Mientras tanto, Febo está investigando informes sobre robos en su ciudad. Sospecha que el circo es responsable de la ola de crímenes y se lo cuenta a su familia y amigos, pero Esmeralda expresa su creencia de que Febo está motivado por su propio prejuicio. En otros lugares, Sarousch le ordena a Madellaine que mantenga a Quasimodo preocupado mientras él y sus cómplices roban La Fidèle. Sin embargo, Madellaine ha venido a apreciar genuinamente de Quasimodo y protesta contra su plan, por lo que Sarousch amenaza con matar a Quasimodo si ella se niega. Febo finalmente cuestiona a Sarousch sobre los robos y encuentra una joya robada en su poder. Para evitar ser arrestado, Sarousch afirma que es Madellaine la ladrona, que lo ha sido de por vida y que él está cubriendo sus crímenes. Febo parece creerle.
Más tarde, mientras Quasimodo sale con Madellaine, Sarousch y dos de sus subordinados se cuelan en la catedral. Sarousch hace que La Fidèle desaparezca. Las gárgolas intentan detener a los ladrones, pero terminan atrapadas bajo otra campana; Laverne todavía puede tocar la campana desde dentro y alerta a todos que algo anda mal en la Catedral. Al escuchar el sonido, Quasimodo y Madellaine se apresuran a regresar. Cuando el archidiácono informa a todos que han robado a La Fidèle, Clopin Afirma que si no encuentran la campana, el festival se arruinará. Febo se da cuenta de que Sarousch lo ha tomado por tonto. Despliega a los soldados por todo París para encontrar a Sarousch y ordena cerrar las puertas de las murallas de la ciudad. Quasimodo se da cuenta de que su amada Madellaine lo ha engañado (a pesar de las súplicas que ella no tuvo la intención de hacer) y rompe enojado su relación. Se retira más profundamente en la Catedral, sintiéndose desconsolado y traicionado.
Febo ordena a sus guardias arrestar a Madellaine por su participación en el robo. Las gárgolas pronto informan a Quasimodo que Zephyr se fue para perseguir a Sarousch. Pasa la información a los padres del niño, quienes ahora tienen razones personales para localizar al maestro criminal. Madellaine, ahora prisionera de Phoebus, les informa que Sarousch se ha llevado la campana a las Catacumbas de París e intenta explicar los secretos detrás de los trucos e ilusiones de su antiguo maestro. Febo decide buscar alrededor de las catacumbas y traer a Madellaine con él. En las Catacumbas, el grupo de búsqueda se encuentra con la cabra Djali, la mascota de Esmeralda, quien los lleva a Sarousch y Zephyr. Sarousch ya tomó al niño como rehén y, sabiendo a quien tenía secuestrado, chantajea a Febo para que le abra una puerta. Madellaine usa sus habilidades para caminar en la cuerda floja para rescatar a Zephyr. Sin el niño en su poder, la guardia real se lanza al abordaje de la barca de Sarousch y él con su grupo de delincuentes son arrestados y la campana es recuperada.
El festival finalmente puede tener lugar. Hugo finalmente gana el corazón de Djali, su enamoramiento de larga data. Varias parejas románticas, entre ellas Febo y Esmeralda, proclaman su amor mutuo, mientras que Quasimodo toca La Fidèle. La campana se queda en silencio cuando una Madellaine liberada se une a Quasimodo en el campanario. Los dos admiten su amor mutuo y comparten su primer beso romántico. Cuando termina la película, Zephyr sigue tocando La Fidèle.

## Reparto vocal
- Tom Hulce como Quasimodo, el jorobado de Notre Dame.
- Jennifer Love Hewitt como Madellaine, exladrona y miembro de la compañía de circo, mujer de la que se enamora Quasimodo.
- Michael McKean como Sarousch, el líder de la compañía del circo y el villano principal.
- Demi Moore como Esmeralda, gitana,esposa de Febo,madre de Zephyr y amiga de Quasimodo.
- Kevin Kline como el capitán Febo, un soldado y el esposo de Esmeralda y padre de Zephyr que recuperó su estatus de capitán.
- Haley Joel Osment como Zephyr, el hijo de Esmeralda y Febo que se hace amigo y ayuda a Quasimodo.
- Paul Kandel como Clopin, el líder de los gitanos.
- Charles Kimbrough como Victor, una gárgola.
- Jason Alexander como Hugo, una gárgola cómica.
- Jane Withers como Laverne, una gárgola femenina.
- Jim Cummings como el Archidiácono, el sacerdote principal de Notre Dame. Fue expresado previamente por David Ogden Stiers en la primera película.
- Joe Lala como el Guardia # 1
- Frank Welker como Aquiles, el caballo de Febo. Fue expresado previamente por Bob Bergen en la primera película.
- Frank Welker también da la voz de Djali, la cabra mascota de Esmeralda.
- April Winchell como Lady DeBurne.

## Medios de reproducción doméstica
Como se anunció el 18 de agosto de 2000, la película se editaría inicialmente en VHS y DVD el 28 de agosto de 2001. Sin embargo, la fecha se trasladó al 19 de marzo de 2002 para coincidir con la reedición de la película original, también en VHS y DVD.

## Recepción y crítica
La película recibió una puntuación del 30% en la página de comentarios Rotten Tomatoes basado en 10 comentarios y una calificación promedio de 3.6/10.
DVDactive dijo que era una "producción inusualmente tenebrosa", y señaló que "los personajes están ligeramente fuera de modelo, sus movimientos son forzados, se utilizan los zooms ópticos en lugar de los movimientos animados de la cámara, los ciclos de animación se usan en exceso y los reflejos pintados flotan alrededor marcos". Lo comparó con los programas de televisión de la compañía, agregando que se ve "barato", "viejo" y "horrible". Concluyó diciendo que "afortunadamente es corto, menos de una hora sin créditos". Hi-Def Digest dijo: "Realmente no tiene sentido perder el tiempo viendo esta secuela de una película que ya es aburrida", calificándola con 1.5 estrellas. PopMatters Notes estableció "El jorobado de Notre Dame II aborda y abarata las notas de melancolía de la película anterior, ya que trata de encontrar a Quasimodo con su pareja romántica ". DVD Talk dice "la historia... de alguna manera se extiende a lo que podría haber sido un segmento de 12 minutos de los Pitufos para más de una hora", y llega a la conclusión de que" todo esto tiene la horrible sensación de una busqueda de efectivo".

## Canciones
- "Le Jour D'Amour", escrito por Randy Petersen y Kevin Quinn; interpretada por Jason Alexander, Tom Hulce, Paul Kandel, Charles Kimbrough y Jane Withers

- "Un milagro ordinario", escrito por Walter Edgar Kennon; realizado por Tom Hulce

- "Me quedaría contigo", escrito por Walter Edgar Kennon; realizado por Tom Hulce y Haley Joel Osment

- "Fa-la-la-la Fallen In Love", escrito por Walter Edgar Kennon; realizado por Jason Alexander, Charles Kimbrough y Mary Jay Clough

- "I'm Gonna Love You (Canción de amor de Madellaine)", escrita por Jennifer Love Hewitt y Chris Canute; realizado por Jennifer Love Hewitt